# Евгения Юркевич-Боева
Евгения Юркевич-Боева е първата българска студентка по химия.

## Биография
Родена е на 8 април 1879 г. в гр. Свищов. Дъщеря е на Михаил Юркевич (1852 – 1909), който е бил участник в Руско-турската война, оженил се за българка в Свищов и приел българско гражданство след изтеглянето на руския окупационен корпус.
През 1904/05 г. Евгения завършва специалност химия във Физико-математическия факултет на Софийски университет. През ваканцията на 1903/1904 г. под прякото ръководство на Пенчо Райков тя работи върху откриването и определянето на нитротолуол в нитробензол и на толуол в бензол.
Това изследване се пази на ръкопис в НПТМ (Национален политехнически музей). Евгения, макар и в съавторство с Пенчо Райков, издава първата научна публикация на жена – възпитаничка на Софийския университет. Работата е на тема „Erkennung und Bestimmung von Nitrotoluol in Nitrobenzol, sowie Toluol in Benzol“ и е публикувана в „Chemiker Zeitung“ (N27, 1906).